# برطم (نبات)
برطم أو أكاليف (الاسم العلمي Acalypha)، جنبة برية وتزيينية من سبط البرطميات وفصيلة الفربيونيات. مهدها البلاد الحارة. تزرع للتزيين وهي من النباتات الطبية تفيد المعدة والأمعاء.